# Jon Cornish
(en) Statistiques sur statscrew
Jon Cornish, né le 5 novembre 1984, est un joueur canadien de football canadien qui évolue à la position de demi offensif (running back en Europe). Il a joué 9 saisons dans la Ligue canadienne de football (LCF), toutes avec les Stampeders de Calgary. Il a remporté la coupe Grey en 2008 et en 2014, a été choisi meilleur joueur canadien de la LCF à trois reprises et joueur par excellence de la ligue en 2013. Il a été élu au Temple de la renommée du football canadien en 2019.

## Biographie

### Carrière scolaire et universitaire
Jon Cornish nait à New Westminster en Colombie-Britannique et fréquente l'école secondaire St. Thomas More Collegiate (en) de Burnaby où, en plus du football canadien, il joue dans l'équipe de basket-ball. Sa mère Margaret Cornish est prêtre de l'Église anglicane du Canada. Il est recruté par l'université du Kansas et joue dans l'équipe de football américain des Jayhawks. Peu utilisé à ses deux premières saisons, il se fait remarquer en 2005, en particulier en marquant deux touchés lors du Fort Worth Bowl (en) quand les Jayhawks battent les Cougars de Houston 42-13,. À sa dernière année en 2006 il devient le meilleur porteur de ballon de la Big 12 Conference avec des gains de 1 457 verges, marque qui est toujours le record d'équipe des Jayhawks.

### Carrière professionnelle
En avril 2006, avant sa dernière saison universitaire avec les Jayhawks du Kansas, Jon Cornish est repêché par les Stampeders de Calgary lors du repêchage 2006 de la LCF (en). À sa première saison il joue presque uniquement sur les unités spéciales. Les saisons suivantes il obtient plus d'occasions de participer à l'attaque mais ce n'est qu'en 2011 qu'il devient le premier porteur de ballon de l'équipe. C'est aussi en 2011 qu'il obtient son premier honneur individuel en étant sélectionné sur l'équipe d'étoiles de la division Ouest. Entretemps il remporte avec son club sa première coupe Grey en 2008.
À partir de 2012, Cornish entre dans la période la plus prolifique de sa carrière. Il est en tête des porteurs de ballon de la ligue en 2012, 2103 et 2014. Il est également, durant ces trois saisons, récipiendaire de plusieurs trophées, incluant celui du joueur par excellence de la ligue en 2013, et remporte sa seconde coupe Grey en 2014. Cette saison 2014 est cependant assombrie par deux blessures à la tête, la première et la plus grave survenant en juin à la suite d'un coup brutal et illégal donné par Kyries Hebert (en) des Alouettes de Montréal. Cette commotion cérébrale l'empêche de jouer pendant plusieurs semaines. La seconde blessure du même type survient en novembre. Puis en 2015 Cornish subit une blessure à la main qui le met hors combat pour une partie de la saison, et se plaint de douleurs au cou plus tard dans l'année. Ces blessures à répétition l'amènent à prendre sa retraite à la fin de la saison, à l'âge de 31 ans seulement.

## Après sa carrière de joueur
Après sa carrière, Cornish devient conseiller financier mais consacre également une partie son temps à lutter contre les problèmes causés aux athlètes par les blessures à la tête. Il a également fondé la Calgary Black Chambers, une association visant à aider les jeunes issus de minorités visibles.
En avril 2022 Cornish est nommé chancelier de l'Université de Calgary. Il a été élu en 2019 au Temple de la renommée du football canadien.

## Trophées et honneurs
- Joueur par excellence de la Ligue canadienne de football : 2013
- Joueur canadien par excellence de la Ligue canadienne de football : 2012, 2013, 2014
- Trophée Jeff-Nicklin (joueur par excellence de la division Ouest) : 2012, 2013
- Trophée Dr.-Beattie-Martin (meilleur joueur canadien de la division Ouest) : 2012, 2013, 2014
- Trophée Lou Marsh : 2013
- Équipe d'étoiles de la Ligue canadienne de football : 2012, 2013, 2014
- Équipe d'étoiles de la division Ouest de la LCF : 2011, 2012, 2013, 2014
- Intronisé au Temple de la renommée du football canadien en 2019
- Sélectionné dans la seconde équipe d'étoiles de la décennie 2010 de la LCF[15],[16]